# Xigangzi
Xigangzi (chinesisch 西岗子镇, Pinyin Xīgǎngzǐ Zhèn) ist eine Großgemeinde im Stadtbezirk Aihui der bezirksfreien Stadt Heihe in der nordostchinesischen Provinz Heilongjiang und gehört zu den traditionellen Siedlungsgebieten der Daur. Xigangzi hat eine Fläche von 630 km² und 10.242 Einwohner (Stand: Zensus 2010; Bevölkerungsdichte: 16 Einw./km²). Sitz der Gemeinderegierung ist das Dorf Xigangzi.

## Geographie und Wirtschaft
Xigangzi verfügt über 43 km² Grasland, das zur Viehzucht (unter anderem Pferde) genutzt wird. Hinzu kommen 285 km² forstwirtschaftlich genutzter Wald und 68 km² Ackerflächen, auf denen neben Weizen und Mais vor allem Soja angebaut wird. Mit einer durchschnittlichen Jahresproduktion von etwa 10.000 Tonnen ist Xigangzi das wichtigste Sojagebiet Aihuis.

## Administrative Gliederung
Xigangzi setzt sich aus zehn Dörfern zusammen. Diese sind:
- Dorf Xigangzi (西岗子村), Sitz der Gemeinderegierung;
- Dorf Caojitun (曹集屯村);
- Dorf Donggangzi (东岗子村);
- Dorf Hongxing (红星村);
- Dorf Kunzhan (坤站村);
- Dorf Panchanggou der Daur (盘肠沟达斡尔族村);
- Dorf Songjitun (宋集屯村);
- Dorf Tuolimu (托里木村);
- Dorf Xigou der Daur (西沟达斡尔族村);
- Dorf Yangshutun (杨树屯村).